# Vallée proglaciaire
Une vallée proglaciaire (Urstromtal en allemand, pradolina en polonais) est une vallée glaciaire large et peu profonde tronçonnée par des changements de chenaux d'écoulement glaciaire, longeant le front des inlandsis de la plaine d'Europe du Nord, correspondant à un des stades de retrait des glaciers saaliens et vistuliens,.
L'expression proglaciaire signifie littéralement « devant le glacier ».

## Principales vallées proglaciaires d'Europe du Nord

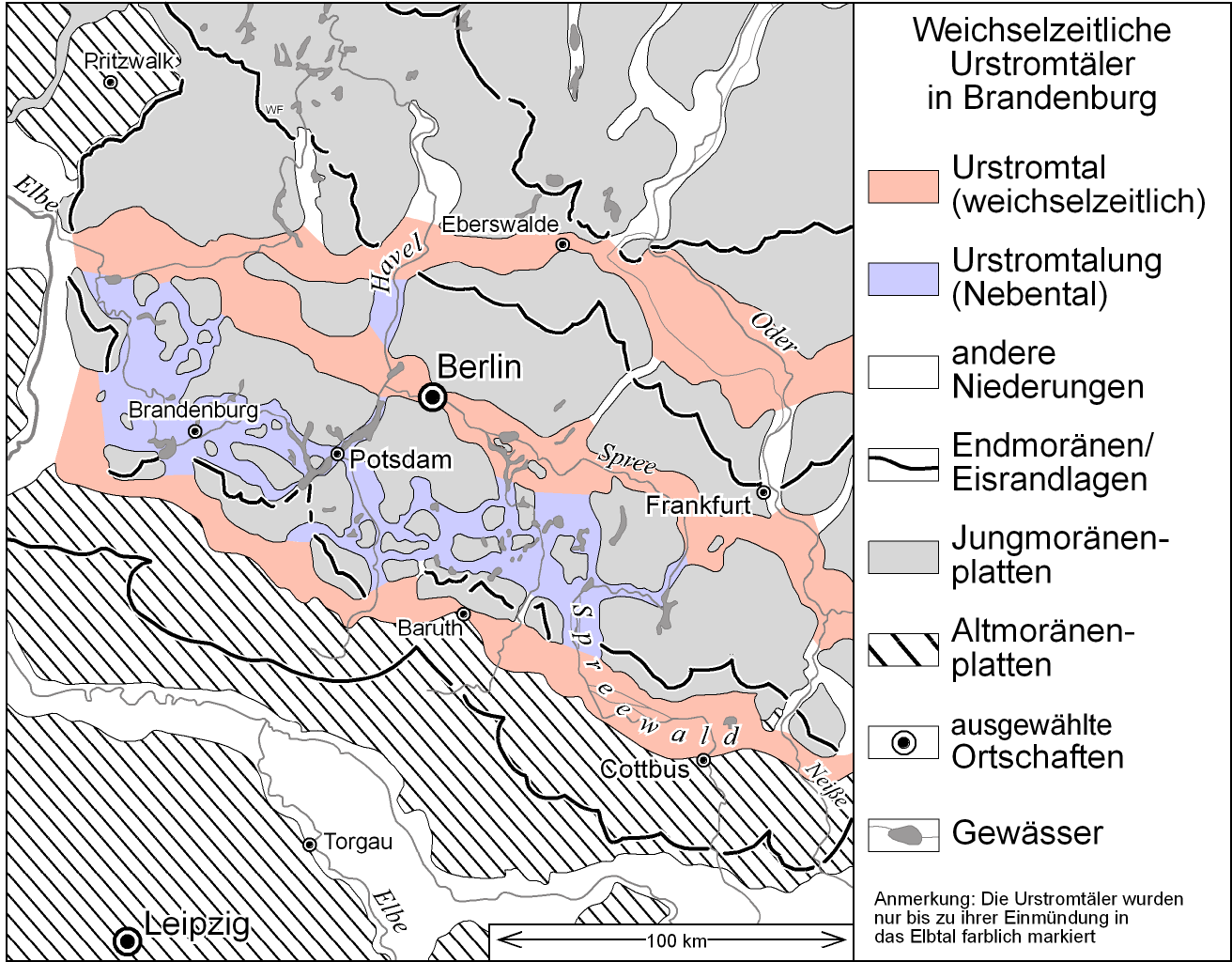
Les trois vallées vistuliennes principales. Celle d'Eberswalder au nord, de Berlin au centre et de Baruth au sud.

Les principales vallées proglaciaires d'Europe du Nord, orientées est-sud-est / ouest-nord-ouest, correspondent aux écoulements vers la mer du Nord des eaux de fonte, en avant du front glaciaire de l'inlandsis scandinave. Les rivières et fleuves, qui occupent aujourd'hui ces vallées colmatées par les argiles, font parfois des coudes à angle droit, pour recouper perpendiculairement les lignes de moraines. Ces coudes, définissant des tracés en baïonnette, correspondent à l'utilisation par des captures d'anciens chenaux d'écoulement sous-glaciaire. Les vallées découpent les anciennes croupes morainiques aux sols podzoliques, sur lesquels la végétation forestière est généralement faite de pins et de bouleaux.
Les principales vallées proglaciaires d'Europe du Nord sont :
- Vallée proglaciaire de Wrocław-Magdebourg-Brême, formée pendant la glaciation saalienne entre Vratislavie, Magdebourg et Brême.
- Vallée proglaciaire de Głogów-Baruth, formée pendant la glaciation vistulienne à travers entre Głogów et Baruth au nord de la vallée de Wrocław-Magdebourg-Brême.
- Vallée proglaciaire de Varsovie-Berlin, formée pendant la glaciation vistulienne entre Varsovie et Berlin
- Vallée proglaciaire de Toruń-Eberswalder, formée pendant la glaciation vistulienne à travers la Pologne septentrionale et l'Allemagne.
- Vallée proglaciaire de l'Elbe, formée pendant la glaciation vistulienne entre Genthin et l'embouchure de l'Elbe. Les trois vallées proglaciaires vistuliennes précédentes s'y jettent.

## Émergence et structure
Elle fait partie de la série glaciaire qu'Albrecht Penck théorise en 1882. Les éléments de cette série glaciaire complète et idéale sont composés en amont d'une moraine de fond autour d'un bassin glaciaire suivie d'une moraine frontale en arc autour du bassin, puis d'une plaine d'épandage nommée sandur et enfin en aval d'une vallée proglaciaire qui s'étend perpendiculairement à l'axe du glacier.
Dans le cas de la plaine d'Europe du Nord, la calotte polaire venant de Scandinavie a progressé du nord vers le sud sur un terrain ascendant. Quand le glacier se retire, l'eau de fonte ne peut s'écouler vers le sud à travers le sandur que sur une courte distance avant de rencontrer une élévation de terrain qui la force à s'évacuer latéralement vers l'est ou l'ouest dans des chenaux qui feront le lit des vallées proglaciaires. L'épaisseur du lit de la vallée constitué de sable et de gravier peut beaucoup varier mais est toujours supérieur à 10 mètres et atteint souvent plusieurs dizaines de mètres.
Les vallées ont entre 1,5 et 20 km de large mais n'ont que quelques douzaines de mètres de profondeur. Le fond et les bords de ces vallées ont pu être considérablement modifiés par des évolutions postérieures comme la fonte de glace relictuelle (glace morte) ou la formation de dune. Dans la période post-glaciaire, de nombreuses vallées proglaciaires se sont transformées en marécage. 
Les vallées proglaciaires ne doivent pas être confondues avec les vallées tunnels qui sont en fait des vallées subglaciaires formées sous le glacier et non pas devant lui. De plus, les vallées tunnels sont le plus souvent situées dans un axe nord-sud au contraire des vallées proglaciaires qui sont dans un axe est-ouest.
Aujourd'hui ces vallées ne sont plus parcourues par des fleuves qui ont trouvé des tracés plus directs vers la mer, comme l'Oder ou la Vistule. Certaines vallées sont empruntées par des canaux destinés a relier les fleuves entre eux comme le canal Elbe-Havel ou le canal Oder-Havel.
Ces vallées n'apparaissent pas dans les Alpes comme elles apparaissent en Europe du Nord puisque l'eau de fonte pouvait s'évacuer dans les grands fleuves qui existaient déjà dans la région comme le Danube, le Rhin, le Rhône ou le Pô. Même cas de figure en Europe de l'Est avec le Dniepr, le Don ou la Volga. Les glaciers s'avançant sur les plaines d'Amérique du Nord ou de Russie bénéficiaient d'une pente descendante, ce qui a permis à l'eau de fonte de s'écouler sans obstacle du nord au sud au retrait de l'inlandsis.

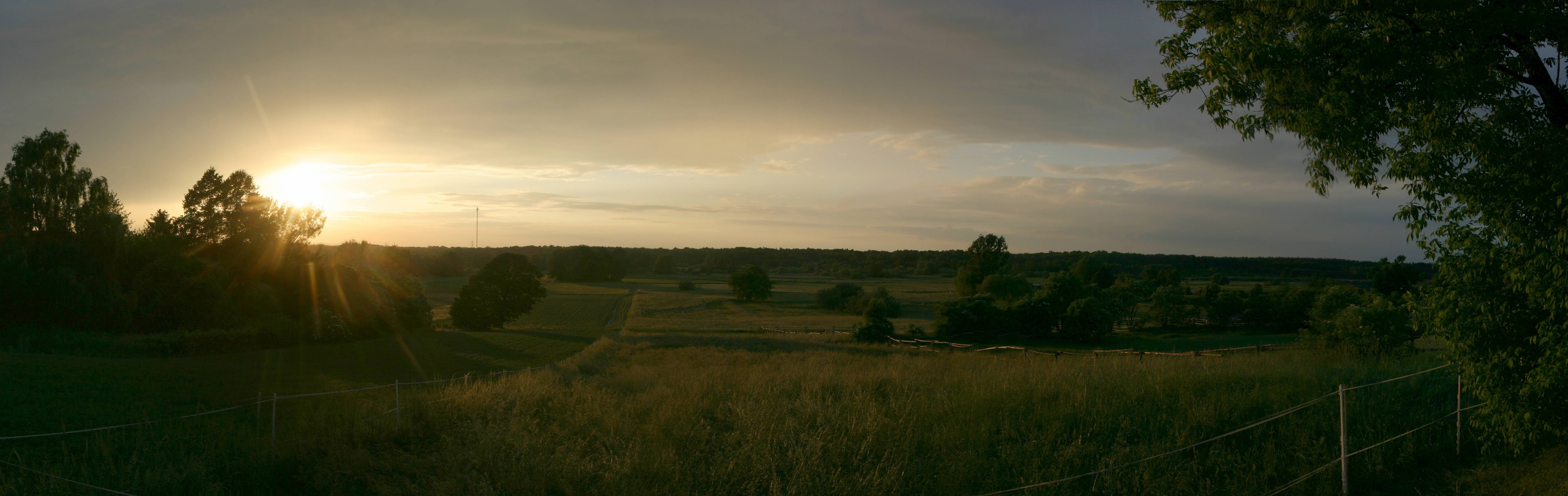
La vallée proglaciaire de Berlin (vers Berlin-Lübars).